# United States Army Security Agency
Die United States Army Security Agency (ASA) war ein ELINT-Geheimdienst der US Army zwischen 1945 und 1977. Ihr Motto war Vigilant Always (Immer wachsam).
Die Agentur war der Nachfolger mehrerer Nachrichtendienstoperationen der US-Army während des Zweiten Weltkrieges. Das Spezialgebiet der ASA war das Auffangen und Auswerten von Feindnachrichten sowie die Kryptologie. Zudem war die ASA verantwortlich für die Armeekommunikation. Er führte Aktionen sowohl während des Koreakrieges als auch im Vietnamkrieg durch. Die endgültige Auflösung erfolgte 1977 (reorganisiert in der INSCOM), nachdem bereits vorher Teile in die Armed Forces Security Agency (AFSA) übergegangen sind.
Das Personal bestand hauptsächlich aus US-Soldaten, die in Intelligenztests überdurchschnittlich abgeschnitten hatten. Aufgrund dieser Tatsache wurde die ASA mit der Überwachung und Beurteilung der militärischen Kommunikation der Sowjetunion und der Volksrepublik China sowie deren Verbündeten beauftragt. Diese Arbeit der höchsten Sicherheitsstufe war von enormer Wichtigkeit für die USA während des Kalten Krieges. Durch die Kenntnis sensibelster Daten des Dienstes unterlagen Angehörige der ASA Reisebeschränkungen sowohl während als auch nach ihrer aktiven Dienstzeit. Die Aktivitäten des ASA sind bis heute zum großen Teil Verschlusssache.

## Gründung der ASA und Arbeitsteilung mit dem AFSA
Die Gründung der Army Security Agency (ASA) erfolgte am 15. September 1945 in der Arlington Hall Station, Virginia. Zweck der Gründung war es, unter dem Dach des neuen Geheimdienstes den Signal Intelligence Service (SIS) neu zu organisieren. Neben der Ausübung von Kontrollfunktionen wurde ein Netzwerk vor allem in Europa und dem Fernen Osten errichtet.
Bereits 1949 kam es durch die Gründung der Armed Forces Security Agency (AFSA) zu einer Aufteilung der Kräfte. Die AFSA, als Vorläufer der NSA, führte die drei militärischen kryptologischen Dienste der USA zusammen und übernahm in diesem Zuge auch den kryptologischen Dienst der ASA (vormals SIS, SSA). Durch diesen Prozess wurden die meisten zivilen Mitarbeiter des ASA-Hauptquartiers an die AFSA übertragen.

## ASA während des Koreakrieges
Aufgrund des akuten Bedarfs der Nachrichtendienstlichen Unterstützung der Truppen im Koreakrieg, wurde die ASA wieder massiv unterstützt und vergrößert um die kämpfende Armee in großem Umfang zu unterstützen. Erstmals wurden dem Geheimdienst direkt Truppenteile und Bataillone unterstellt.
Bereits vor Kriegsbeginn konnten ungefähr 200 Nachrichten abgefangen und dekodiert werden. Während des Einsatzes in Korea entdeckten ASA-Mitarbeiter, dass die Geräuschmelder, die in der Nähe feindlicher Bunker angebracht wurden, auch Telefongespräche aufnehmen konnten. Hierdurch gelang es, die chinesische und nordkoreanische Kommunikation abzufangen. Dieses Verfahren wurde als Ground Return Intercept bekannt.
Nachdem die Missionen der ASA nicht mehr ausschließlich aus Informationsbeschaffung und Dekodierung bestanden hatten, wurde die Organisation 1955 im Rahmen der Umstrukturierung der US Army wieder dem Generalstabschef der Armee als Einheit für Feldeinsätze unterstellt.

## ASA während des Vietnamkrieges
Der Einsatz in Vietnam begann bereits am 13. Mai 1961 mit der Entsendung eines Kontingents zum Luftwaffenstützpunkt Tan Son Nhut (nahe Saigon) im südlichen Vietnam. Ziel der Entsendung war eine beratende Funktion der bereits aktiven Waffenhilfe sowie die Unterstützung bei der Ausbildung der Südvietnamesischen Armee.
Während der ersten Jahre war das Personal der 3. Radioforschungseinheit (RRU) zugeteilt, deren Hauptaufgabe die Lokalisierung von Sendestationen des Vietcong in Südvietnam war. Im Anfangsstadium der Mission, am 22. Dezember 1961, kam der Peilungsspezialist James T. Davis, während der Bedienung einer auf einem Jeep montierten Peilstation, in einem Hinterhalt außerhalb Saigons ums Leben. James T. Davis war der erste US-Soldat, der sein Leben im Vietnamkrieg verlor.
Nachdem das ASA-Hauptquartier die Gefährlichkeit der Peilung von Bodenfahrzeugen und des damit zusammenhängenden Dschungeleinsatzes erkannt hatte, ging man dazu über, die Peilung von niedrig und langsam fliegenden Flugzeugen aus vorzunehmen. Hierzu wurden die Peilplattformen von den Jeeps in kleine, einmotorige Flugzeuge eingebaut. Innerhalb kürzester Zeit waren die Einheiten unter dem Begriff TWA (Teeny Weeny Airlines) bekannt.
Bis 1965 erfolgte ein massiver Ausbau der ASA-Streitkräfte in Vietnam. Die bisherige 3. RRU wurde durch die 509. Radioforschungsgruppe (RRG) ersetzt. Diesem waren drei Bataillone sowie die Unterstützungseinheiten aller Armeeabteilungen direkt unterstellt. Auf dem Höhepunkt des Krieges hatte die ASA bis zu 6.000 Mann in Vietnam im Einsatz. Die Agentur erreichte zu dieser Zeit eine Gesamtstärke von 30.000 Personen und 1964 den Status eines Hauptfeldkommandos.

## Endphase
Nach Ende des Vietnamkrieges stieg der Druck eine höhere Wirtschaftlichkeit zu erreichen, indem Nachrichtendienste zusammengelegt werden. 1975 stimmte der Generalstabschef der Armee den Empfehlungen zu, die eine völlige Neuordnung der Dienste forderten. Ziel war die Gründung eines mehrdimensionalen militärischen Geheimdienstes der Armee, der sowohl rein nachrichtendienstliche Tätigkeiten als auch taktische Manöver durchführen kann. Als Folge wurden die taktischen Einheiten der ASA wieder den lokalen Kommandanten unterstellt und der Verantwortungsbereich für Training, Forschung und Entwicklung ausgegliedert. Aus dem Kernbereich der Agentur sollte ein neuer Heeres-Geheimdienst entstehen. Am 1. Januar 1977 erfolgte die Vereinigung der Army Security Agency und der Military Intelligence zum United States Army Intelligence and Security Command (INSCOM).